# 武経総要

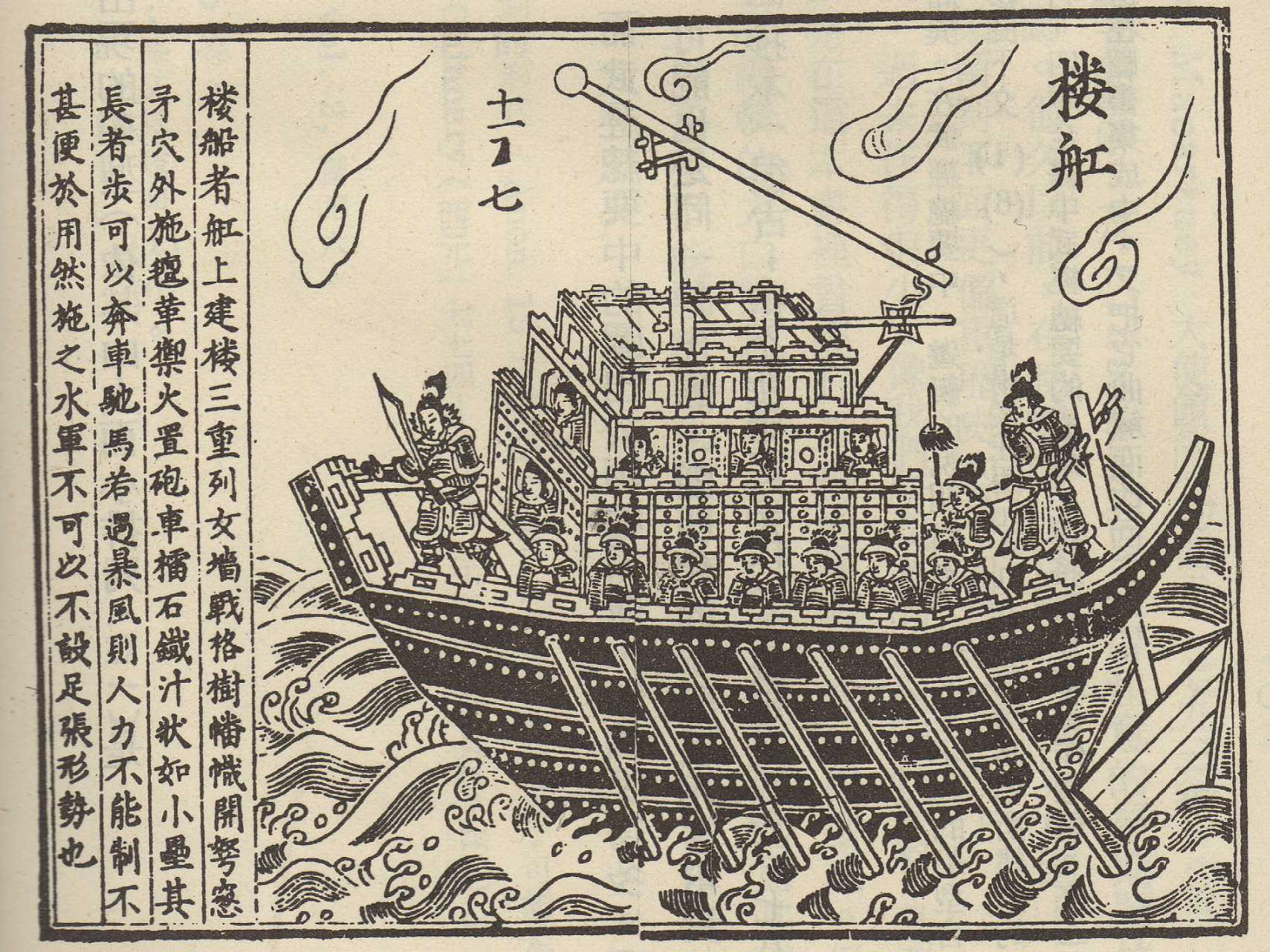
『武経総要』中の楼船図。

『武経総要』（ぶけいそうよう）は、中国宋朝の官修軍事書。慶暦4年（1044年）成立。

## 作者
作者は北宋の仁宗時期の文臣の曽公亮と丁度である。両者は皇帝の命を奉じて5年の歳月をかけて編纂した。

## 内容
全書は前後の両集に分かれ、全部で43巻、計2869ページである。前集は22巻からなり、将軍事制度・軍事組織・選将用兵・陣法・山川地理などの軍事理論と規則を述べている。後集は21巻からなり、 前半部分は古今の戦例を紹介し、後半部分は陰陽卜占を紹介している。

### 前集
- 巻一 制度一 選将・将職・軍制・料兵・選鋒・選能
- 巻二 制度二 講武・教例・教旗・旗例・習勒進止常法・教平原兵・教歩兵・教騎兵・教法・教条十六事・日閲法・教弩法・教弓法
- 巻三 制度三 叙戦上・叙戦中・叙戦下・抽隊・軍争・以寡撃衆・捉生
- 巻四 制度四 用車・用騎・奇兵・料敵将・察敵形
- 巻五 制度五 軍行次第・行為方陣法・禁喧・度険・出隘・齎糧・斥堠聴望・探旗・探馬・遞鋪・烽火・行烽・軍祭・軍誓・定惑
- 巻六 制度六 下営法・営法・諸家軍営九説・下営択地法・縁営雑制法・警備法・備夜戦法・立号法・定鋪法・持更法・巡探法・漏刻法・防毒法・尋水泉法・養病法・征馬法
- 巻七
- 巻八
- 巻九
- 巻十
- 巻十一
- 巻十二
- 巻十三
- 巻十四
- 巻十五
- 巻十六
- 巻十七
- 巻十八
- 巻十九
- 巻二十
- 巻二十一
- 巻二十二

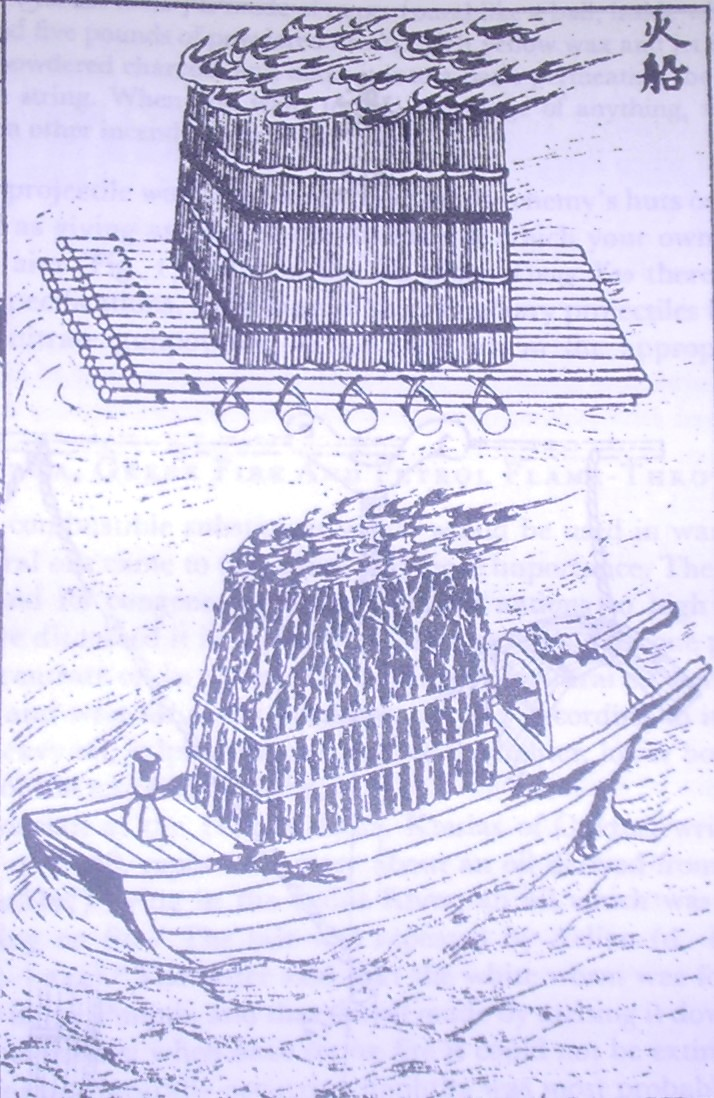
火攻船
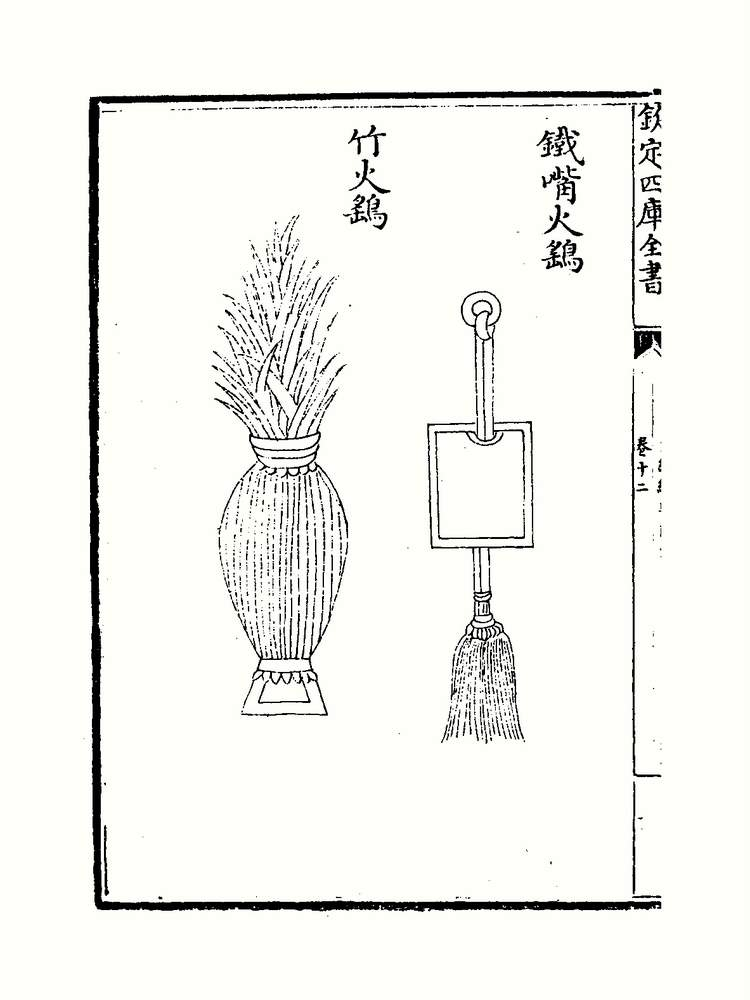
燃焼弾-竹火鷂
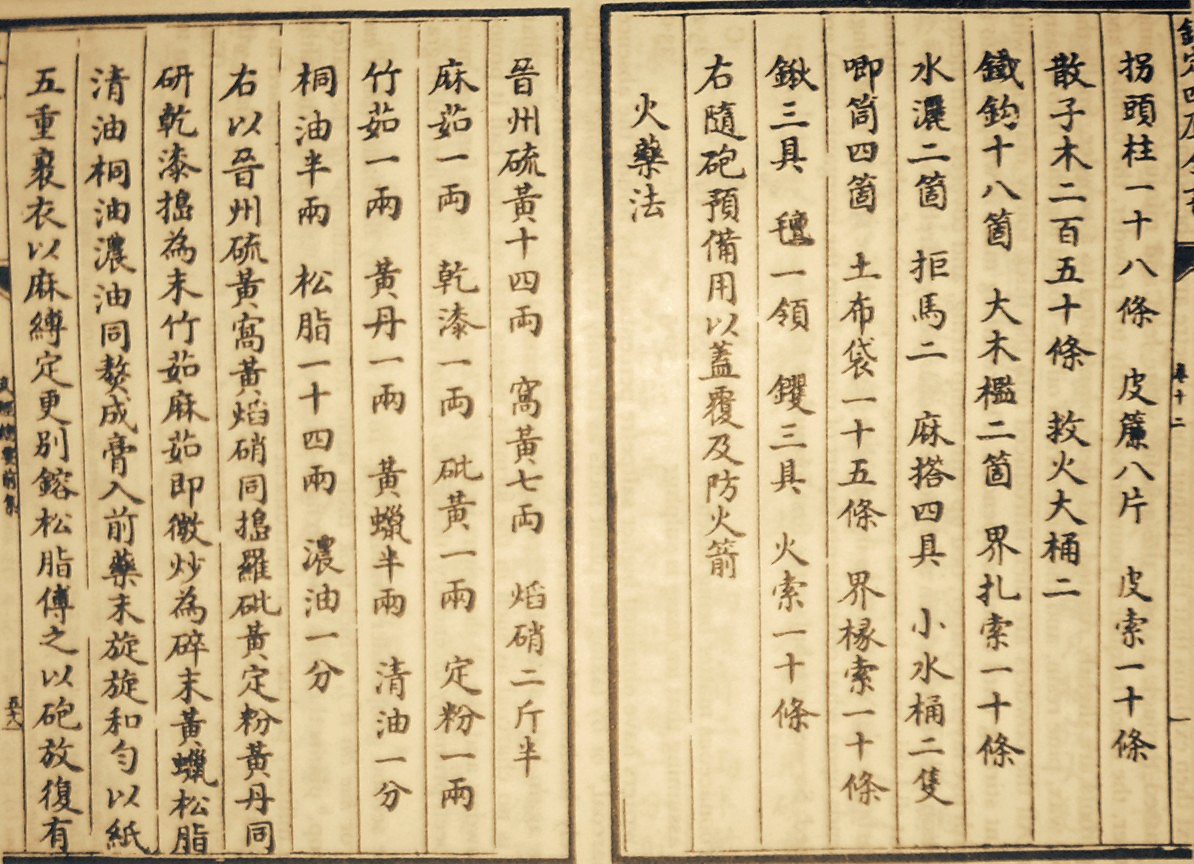
火薬制法
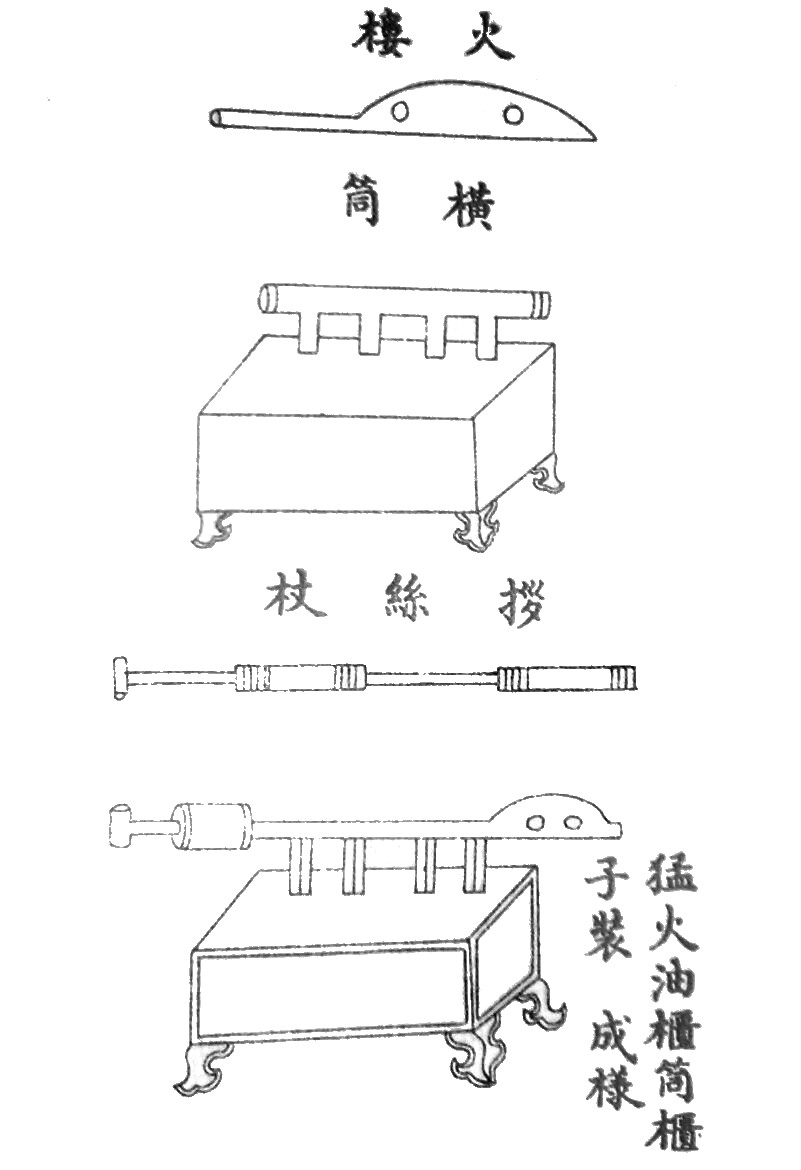
火焔槍-猛火油櫃
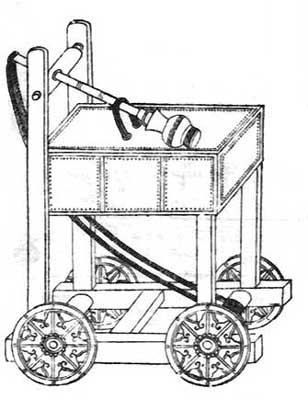
投石車
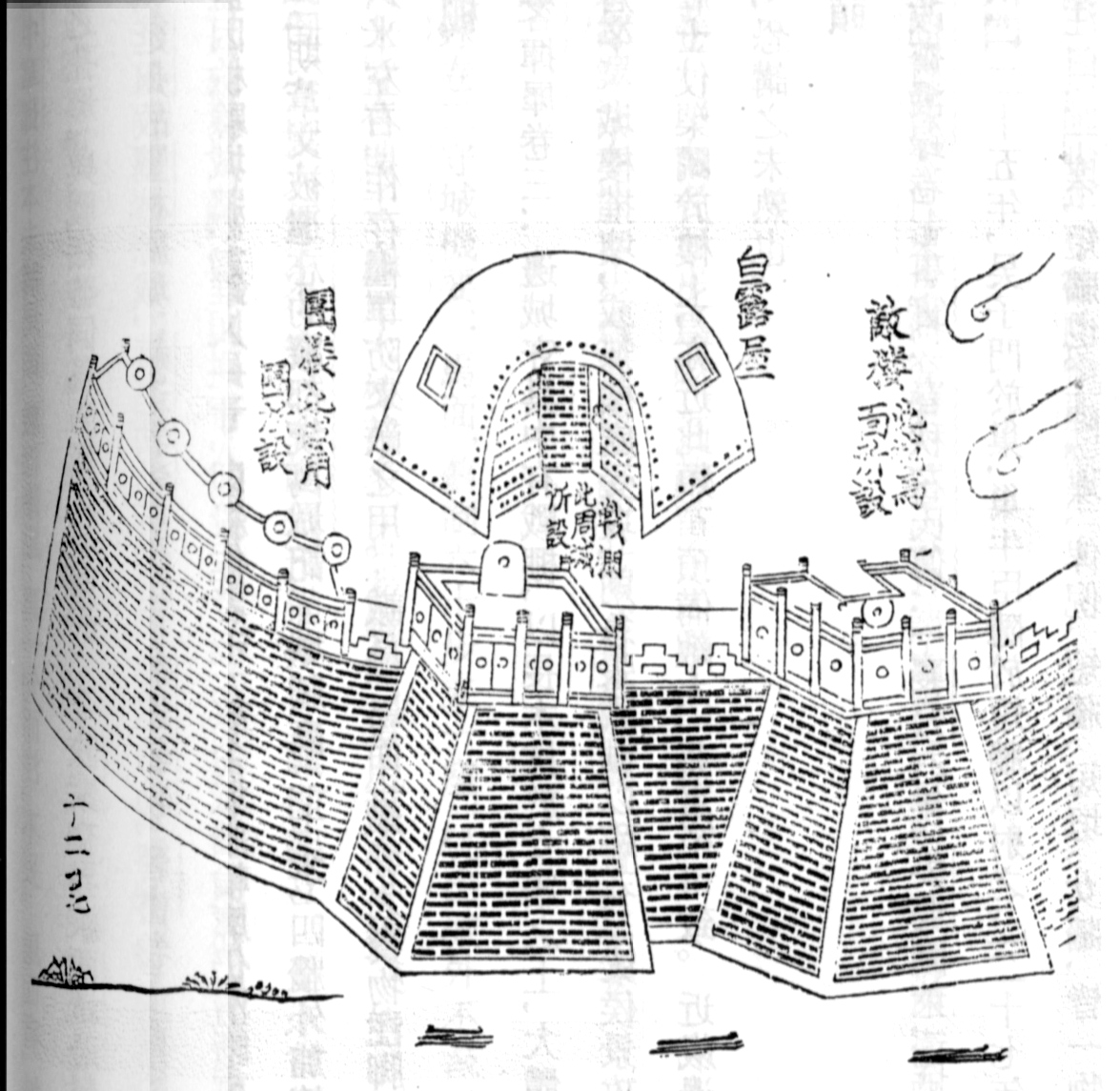
城牆敵楼建造
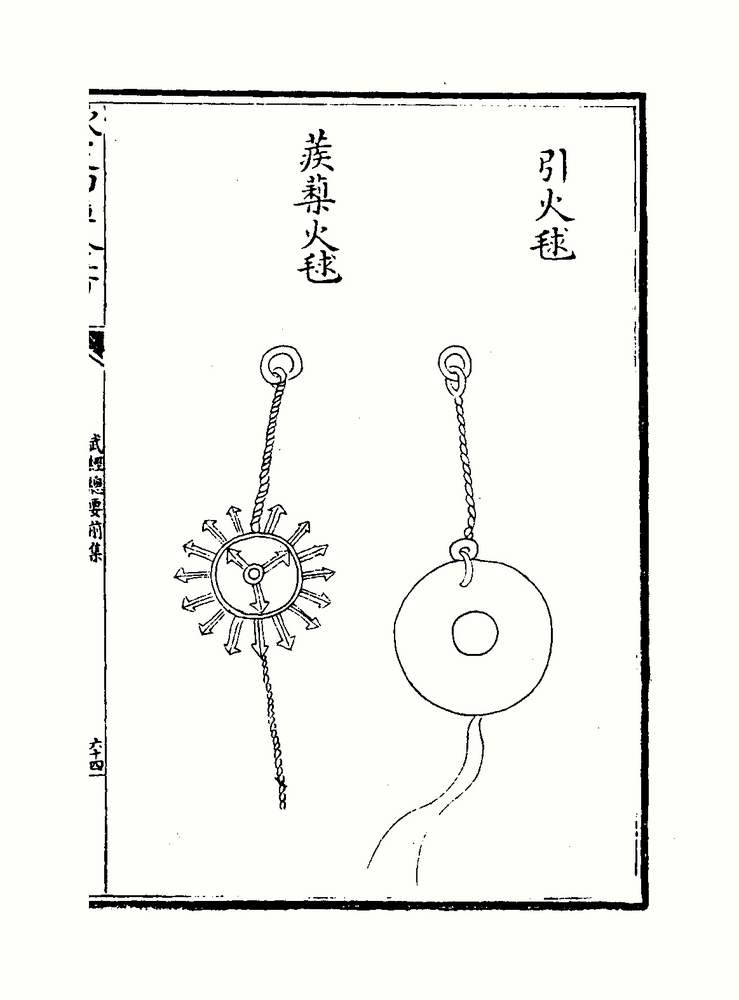
火球武器
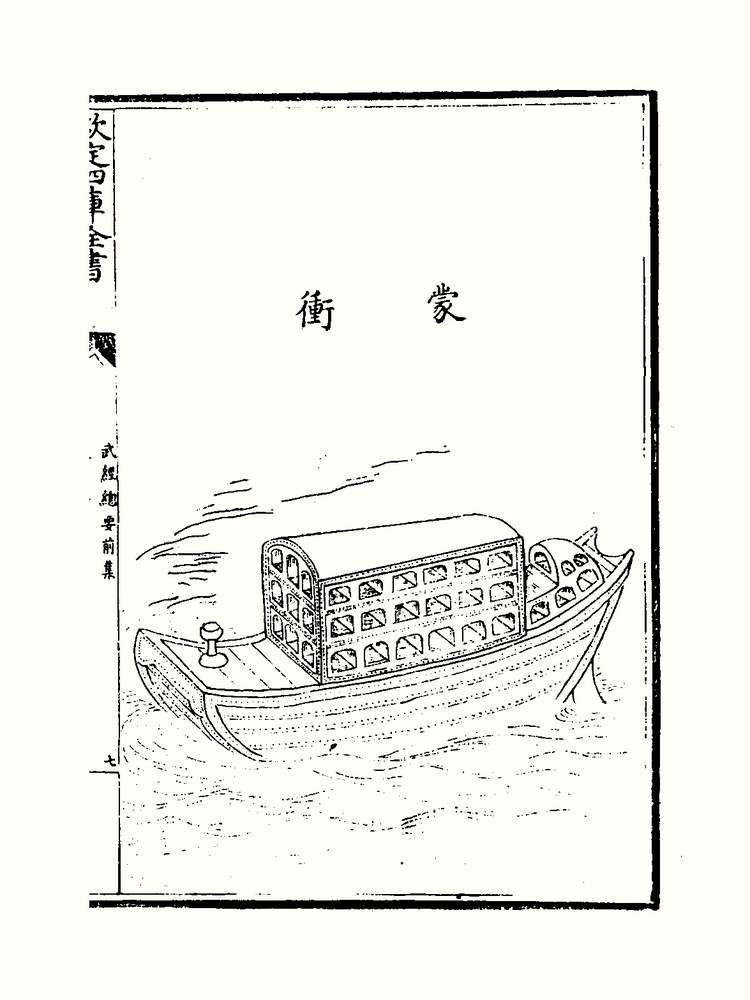
蒙衝船

### 後集
- 巻一
- 巻二
- 巻三
- 巻四
- 巻五
- 巻六
- 巻七
- 巻八
- 巻九
- 巻十
- 巻十一
- 巻十二
- 巻十三
- 巻十四
- 巻十五
- 巻十六
- 巻十七
- 巻十八
- 巻十九
- 巻二十
- 巻二十一

## 評価
この本は、中国第一の広大で総合的な官修軍事書で、宋代以前の軍事思想や宋代の軍事制度の研究において非常に重要である。また多くのページを割いて武器の製造について紹介しており、中国の科学技術史の研究にも重要である。

## 版本
- 明弘治・正徳年間の南宋紹定本に基づく重刻本。
- 明弘治17年（1504年）李賛刻本。
- 明金陵書林唐福春刻本。
- 《四庫全書》本。
- 《兵書集成》影印明唐福春刻本。